# سیارک ۱۴۱۴۶
سیارک ۱۴۱۴۶ (به انگلیسی: 14146 Hughmaclean، نامگذاری:1998SP42) چهارده هزار و صد و چهل و ششمین سیارک کشف شده‌است که در ۲۸ سپتامبر ۱۹۹۸ کشف شد.
قدر مطلق سیارک برابر ۱۴.۸ است.